# Manuel Vidrio
Manuel Vidrio Solís (* 23. August 1972 in Teocuitatlán, Jalisco), auch bekannt unter dem Spitznamen „Tronco“, ist ein ehemaliger mexikanischer Fußballspieler, der in der Verteidigung agierte. Er ist der Vater der Fußballspielerin Nailea Vidrio.

## Biografie

### Verein
„El Tronco“ Vidrio wurde in den Nachwuchsabteilungen des CD „Chivas“ Guadalajara ausgebildet und erhielt dort seinen ersten Profivertrag. Am 15. September 1991 bestritt er sein erstes Punktspiel in der mexikanischen Primera División gegen die Correcaminos de la UAT. Nach fünfjähriger Zugehörigkeit zu den „Chivas“ verbrachte er zwei einjährige Gastspiele in Toluca (Saison 1996/97) und bei den Tecos de la UAG (1997/98), bevor er beim CF Pachuca wieder „sesshaft“ wurde. Sein dortiger Trainer war drei Jahre lang Javier Aguirre, der Vidrio 2001 in die Nationalmannschaft zurückholte, nachdem er selbst zum Nationaltrainer berufen wurde. Gemeinsam gewann man die Meisterschaften des Torneo Invierno 1999 und des Torneo Invierno 2001.
Als Aguirre nach der WM 2002 ein Engagement beim baskischen CA Osasuna übernommen hatte, nahm er Vidrio gleich mit. Von dem 30-jährigen Vidrio versprach Aguirre sich die nötige Erfahrung, die dem Team von Osasuna fehlte. Doch obwohl Vidrio die ersten vier Punktspiele in der spanischen Primera División bestritt und sogar ein Tor erzielte, waren seine Einsätze von Kritiken begleitet, in denen ihm vorgeworfen wurde, zu langsam, zu unbeholfen und ein Unsicherheitsfaktor zu sein. Danach kam er nur noch einmal zum Einsatz und kehrte in der Winterpause der Saison 2002/03 zu seinem vorherigen Arbeitgeber Pachuca zurück, mit dem er einen weiteren Meistertitel in der Apertura 2003 gewann. Die letzte Saison seiner aktiven Laufbahn
verbrachte er bei den Tiburones Rojos de Veracruz.

### Nationalmannschaft
Vidrio kam insgesamt 34 Mal für die mexikanische Fußballnationalmannschaft zum Einsatz, wobei er in 31 Fällen über die volle Distanz agierte. Sein Länderspieldebüt fand am 29. Juni 1993 in Costa Rica (2:0) statt und war ein auf vier Minuten begrenzter Einsatz. In den Jahren 1993 und 1994 absolvierte er insgesamt vier Länderspiele, wurde aber nicht für den mexikanischen WM-Kader 1994 nominiert. 1995 schien er den Durchbruch zu schaffen und kam insgesamt neunmal für „el Tri“ zum Einsatz. Doch sein insgesamt 13. Länderspiel gegen Slowenien (1:2) am 6. Dezember 1995 war zugleich sein letzter Einsatz für mehr als fünf Jahre. Erst als sein ehemaliger Vereinstrainer bei Pachuca, Javier Aguirre, im Juli 2001 die Rolle des Cheftrainers der Nationalmannschaft übertragen bekam, wurde er wieder berücksichtigt und kam zu weiteren 21 Einsätzen einschließlich einer WM-Teilnahme 2002.
Bei der WM 2002 bestritt er alle Vorrundenspiele Mexikos in voller Länge sowie die erste Halbzeit im Achtelfinale gegen die USA (0:2) am 17. Juni 2002, was zugleich sein letzter Länderspieleinsatz war.
Sein einziges Tor für die Nationalmannschaft gelang ihm am 23. August 2001 in einem in Mexiko ausgetragenen Freundschaftsspiel gegen Liberia, das mit 5:4 gewonnen wurde. Mit seinem Tor in der 74. Minute hatte er den Ausgleich zum 4:4 erzielt.

## Erfolge
- Mexikanischer Meister: Inv 1999, Inv 2001, Ape 2003